# Port Morant
Port Morant – miasto na Jamajce, w regionie Saint Thomas.